# Scott Murphy
Matthew Scott Murphy est un homme politique américain né le 26 janvier 1970 à Columbia (Missouri). Membre du Parti démocrate, il représente l'État de New York à la Chambre des représentants des États-Unis de 2009 à 2011.

## Biographie
En 2009, il se présente à la Chambre des représentants des États-Unis dans le 20e district de l'État de New York, qui s'étend des montagnes Catskill aux Adirondacks en passant par la banlieue d'Albany. Il entend succéder à la démocrate Kirsten Gillibrand, nommée au Sénat. Dans une circonscription favorable aux républicains, les sondages le donnent au coude-à-coude avec James N. Tedisco, élu à l'Assemblée de l'État de New York. Murphy fait campagne en soutenant le plan de relance du gouvernement Obama. Le 31 mars 2009, au soir de l'élection partielle, le démocrate arrive en tête de seulement 65 suffrages alors que des bulletins de vote anticipés sont encore à compter. L'avance de Murphy s'amplifie au cours du décompte des voix et dépasse les 400 bulletins ; Tedisco concède sa défaite le 24 avril,.
Murphy est candidat à un deuxième mandat en 2010. D'abord donné favori par les sondages, son écart avec Chris Gibson se resserre jusqu'à basculer en faveur du républicain. Profitant de la vague républicaine, Gibson est élu représentant avec 11 points d'avance.
Après sa défaite, Murphy retrouve son emploi dans le domaine du capital risque et partage son temps entre Glens Falls et Manhattan. En 2014, il hésite à se présenter dans le 21e district, auquel Glens Falls est désormais rattachée et dont le représentant n'est pas candidat à sa réélection Bill Owens (en). Il choisit finalement de poursuivre sa carrière dans le privé.